# Чикагска банка на Федералния резерв
Чикагската резервна банка (The Federal Reserve Bank of Chicago, неформално Chicago Fed) е една от 12-те регионални резервни банки, които заедно със с Борда на директорите във Вашингтон, съставляват системата на националната централна банка на САЩ, наречена Федерален резерв на САЩ.
Чикагската резервна банка обслужва Седми федерален резервен район, който обхваща северните части на Илиноис и Индиана, Южен Уисконсин, долната част на полуострова на Мичиган и Айова.
|  | Тази страница частично или изцяло представлява превод на страницата Federal Reserve Bank of Chicago в Уикипедия на английски. Оригиналният текст, както и този превод, са защитени от Лиценза „Криейтив Комънс – Признание – Споделяне на споделеното“, а за съдържание, създадено преди юни 2009 година – от Лиценза за свободна документация на ГНУ. Прегледайте историята на редакциите на оригиналната страница, както и на преводната страница, за да видите списъка на съавторите. ВАЖНО: Този шаблон се отнася единствено до авторските права върху съдържанието на статията. Добавянето му не отменя изискването да се посочват конкретни източници на твърденията, които да бъдат благонадеждни. |